# Грызловы
Грызловы — древний русский дворянский род.
Род разделился на две ветви.
1. Потомство Дробыша Грызлова, владевшего поместьями (1570), которые перешли его жене Василисе и детям: Неждану и Путиле. Род внесён в VI и III части дворянской родословной книги Тульской и Тверской губерний.
2. Родоначальник Алфим Артемьевич, пожалованный поместьями (1643). Род внесён в VI часть родословной книги Тульской губернии. По указу императора Павла I, данный род, утверждён в древнем дворянстве (11 декабря 1796)[1].

Существует ещё род Грызловых, позднейшего происхождения в Воронежской обл. Село Мастюгино.
Мария Грызлова - поэтесса из рода Грызловых.

## История рода
В битве под Кесию погибли Исак и Тарасий Грызловы (июль 1578). Девятнадцать представителей рода владели поместьями в Тульском уезде (1587).
В 90-х годах XVI столетия Грызловы владели поместьями в Орловском уезде. Сын боярский Василий Грызлов ездил в Крым толмачём (1629). Рима Грызлов служил в сокольниках (1663).

## Описание герба
В щите, разделённом надвое, в верхней половине в зелёном поле положено серебряное знамя, а в нижней в серебряном и красном полях поставлено стропило переменных с полями цветов.
Щит увенчан дворянским шлемом и короной со страусовыми перьями. Намёт на щите красный, подложенный серебром. Герб рода Грызловых внесён в Часть 7 Общего гербовника дворянских родов Всероссийской империи, стр. 91.